# Бешар Бутрос Раї
Бешар Бутрос Раї, O.M.M. (араб. مار بشارة بطرس الراعي); нар. 25 лютого 1940, Гімлая) — ліванський церковний діяч, 77-й маронітський патріарх Антіохії і глава Маронітської католицької церкви, кардинал (від 2012).

## Життєпис
Священиче рукоположення отримав 3 вересня 1967 року. Упродовж 1967—1975 років керував арабською секцією Радіо Ватикану.
2 травня 1986 року отримав номінацію на єпископа-помічника маронітського патріарха Антіохії і титулярного єпископа Кесарії Филипової (Caesarea Philippi). Єпископську хіротонію уділив йому 12 липня 1986 року патріарх Насралла Бутрос Сфеїр. 9 червня 1990 року став єпископом маронітської єпархії в м. Бібл.
У 2009 році призначений керівником церковної комісії у справах комунікації.
15 березня 2011 року собор Маронітської католицької церкви в Бкерке обрав його на патріарха, а 24 березня цього ж року папа Бенедикт XVI потвердив цей вибір. Урочиста інтронізація відбулася 25 березня 2011 року. 24 жовтня 2012 року папа оголосив, що Раї є серед нових кардиналів, офіційне проголошення яких відбулося 24 листопада.
Брав участь у конклаві 2013 року, на якому було обрано папу Франциска.
З 30 листопада 2013 року — член Конгрегації католицької освіти. 29 березня 2014 року папа Франциск іменував кардинала Раї членом Папської ради у справах культури.

## Нагороди
- Велика стрічка Національного ордена Кедра (Ліван, 2012)[1],
- Кавалер великого хреста Ордена Почесного легіону (Франція, 2011)[2].